# Lincoln (Michigan)
Lincoln – wieś w Stanach Zjednoczonych, w stanie Michigan, w hrabstwie Alcona.